# Specie alloctona
In biologia, per specie alloctona, o specie aliena, si intende una qualsiasi specie vivente (animale, vegetale o fungo) che, a causa dell'azione (intenzionale o accidentale) dell'uomo, si trova a popolare e colonizzare un territorio diverso dal suo areale storico, autosostenendosi dal punto di vista riproduttivo nel nuovo habitat. 
A volte viene impiegato anche il termine di specie naturalizzata o specie spontaneizzata (soprattutto nel caso di vegetali). Quando la specie alloctona, per le sue  elevate capacità competitive, compromette gli ecosistemi originari, si parla di specie aliena invasiva.

## Etimologia
La parola alieno deriva dal latino alius, corrispondente del termine greco allòs, che significa altro; letteralmente che appartiene ad altri, estraneo.

## Effetti ecologici
Una specie alloctona che si inserisce in un nuovo habitat può essere non adatta o non in grado di adattarsi e quindi estinguersi nel nuovo areale o mantenere livelli di popolazione molto bassi, magari solo per un breve periodo di tempo. Esistono molti casi in cui, però, una specie aliena riesce ad adattarsi e a sopravvivere in un habitat nuovo e differente da quello in cui essa si è evoluta e in cui normalmente vive. In questi casi la specie può prosperare nel nuovo ambiente, riproducendosi anche in grandi numeri e per lunghi periodi di tempo.
In molti casi, una specie aliena che si adatta a un nuovo habitat ne altera l'equilibrio, ad esempio entrando in competizione con una o più specie autoctone.  
In alcuni casi, la specie alloctona prende il sopravvento su una o più specie originarie, portando le popolazioni autoctone persino all'estinzione.  
Uno dei frequenti motivi del vantaggio delle specie aliene su quelle autoctone è l'assenza di predatori e parassiti specifici che possano frenare la crescita di queste popolazioni. 
Ad oggi sono migliaia, le specie aliene introdotte pressoché in tutti gli ambienti del mondo, spesso con risultati di considerevole impatto ambientale ed economico. 
In Europa si stima che siano state introdotte oltre 13000 specie aliene, e che oltre 1300 di queste causino impatti negativi sull'ambiente. 
Per monitorare come le specie autoctone rispondono all'invasione delle specie alloctone, possono essere effettuati studi conservazionistici, come fa la genomica della conservazione.

## Vettori
La diffusione delle specie aliene è sempre legata a fattori antropici.
Fra i vettori noti ci sono le acque di zavorra delle navi, ad esempio caricate in paesi tropicali e scaricate nei porti europei piene di larve (ad esempio molte specie di meduse, di molluschi); animali fuggiti da allevamenti (ad esempio la nutria); animali tenuti da compagnia e rilasciati in cattività (ad esempio alcune specie di pappagalli, di tartarughe e testuggini ma anche grandi mammiferi come nel caso del coniglio e del cane dingo che, per diversi motivi, hanno storicamente creato enormi danni ambientali ed economici in Australia); o le più antiche stive delle navi (ad esempio i ratti).
La Convenzione sulla diversità biologica ha individuato sei differenti categorie riguardo alle cause della bioinvasione:
- rilascio volontario di selvaggina in natura, agenti per il controllo biologico, piante utilizzate per modellare il paesaggio;
- fuga da giardini, da impianti di itticoltura, o da giardini zoologici;
- contaminazione con piante, agenti patogeni o infestanti trasportati involontariamente;
- trasporto di “clandestini” in acqua di zavorra, nel trasporto merci, negli aerei cargo;
- corridoi (ad es. strade, canali) con particolare accento sul ruolo svolto dalle infrastrutture di trasporto;
- migrazione spontanea – la diffusione naturale in un determinato territorio di una specie alloctona.

## Esempi

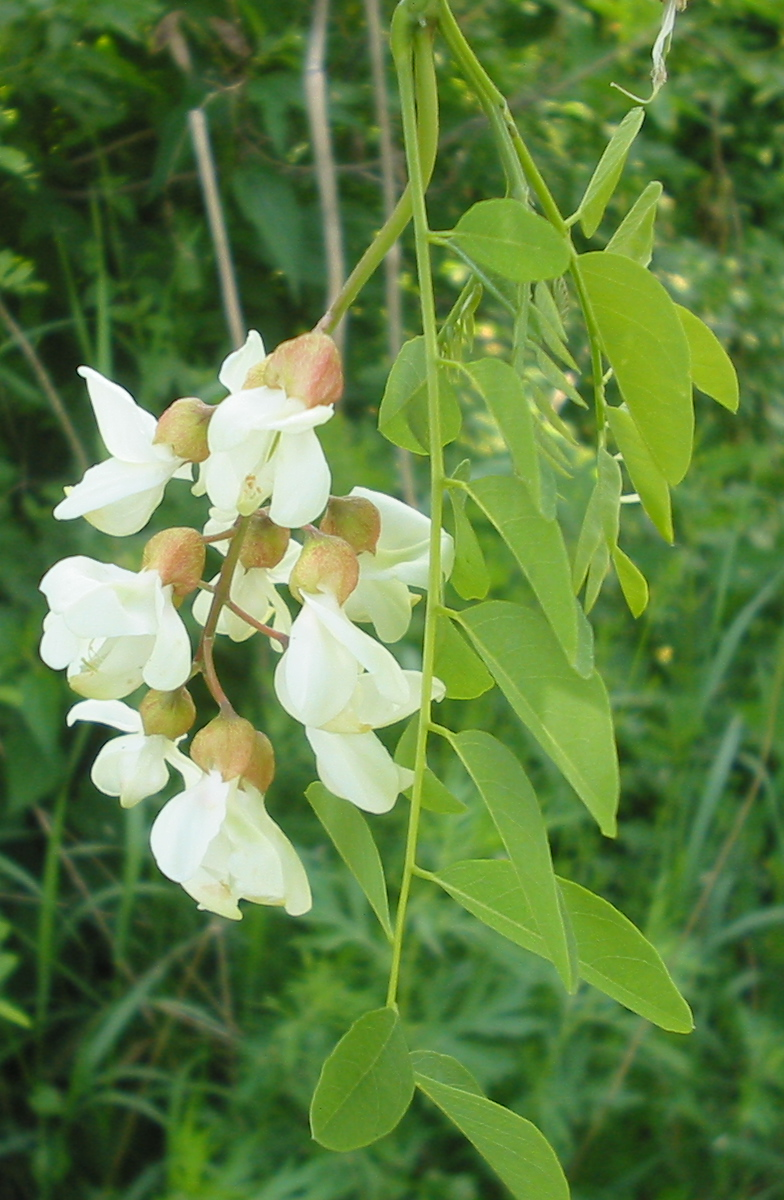
Robinia

Un caso molto noto è l'alga Caulerpa taxifolia, sfuggita dall'acquario di Montecarlo negli anni ottanta. Quest'alga entrò in competizione con la meno prolifica Posidonia oceanica risultando indigesta e addirittura tossica per molte specie erbivore del Mar Mediterraneo. 
Sempre in campo vegetale la robinia, una specie di leguminosa arborea originaria dell'America settentrionale e importata in Europa a scopo ornamentale nel 1601, ha ormai sostituito in molti boschi europei le specie autoctone come i pioppi o i salici. 
Nel caso della robinia, l'effettiva invasività va comunque valutata caso per caso, anche perché a volte la sua presenza rimane limitata ai bordi delle strade e ai viali e ai giardini dove è stata appositamente piantata. In questi casi la lotta alla robinia non avrebbe senso.

### In Italia
La fauna e la flora italiana sono ricche di animali e piante introdotti più o meno volontariamente a partire dall'antichità; se l'introduzione è molto antica è talora molto difficile capire se la specie è indigena o meno.
Piante
Alcune piante che da secoli fanno ormai parte del paesaggio italiano sono specie naturalizzate: il pino domestico, l'olivo, il cipresso. Gran parte delle erbe infestanti tipiche dei campi di grano sono state introdotte assieme al grano stesso, migliaia di anni fa dalle regioni del Medio Oriente di cui è originario il cereale e prendono per questo il nome di archeofite. Questo è il caso dei vari papaveri, del fiordaliso e di molte graminacee. Inoltre sono naturalizzate alcune piante forestali che sono state introdotte negli ultimi tre secoli e poi si sono diffuse rapidamente, come la robinia, l'ailanto, il prugnolo americano ed il pino nero. 
In alcuni casi esse tendono a sostituire, in ambienti già degradati dall'uomo, la vegetazione naturale, comportandosi come specie invasive, rendendo a volte necessaria una lotta contro la loro diffusione. In ogni caso non è bene generalizzare, in quanto il concetto di "specie invasiva" va valutato caso per caso, in quanto non sempre tali specie danneggiano la vegetazione autoctona: in alcuni ambienti non degradati sia l'ailanto, sia la robinia sono presenti senza essere invasivi e possono essere considerati alla stregua di altre essenze introdotte e naturalizzate senza traumi; d'altro canto esistono casi in cui anche ambienti integri sono danneggiati da specie naturalizzate; è il caso della robinia in alcuni boschi ripari. Eventuali lotte contro tali specie devono essere intraprese quindi solo dopo una attenta valutazione dei reali danni.
Alcune piante naturalizzate.
- Ailanthus altissima - ailanto
- Caulerpa taxifolia - alga assassina
- Datura stramonium - stramonio
- Elodea canadensis - peste d'acqua
- Opuntia ficus-indica - fico d'India
- Pennisetum setaceum - penniseto allungato
- Senecio angulatus - senecio rampicante

Animali

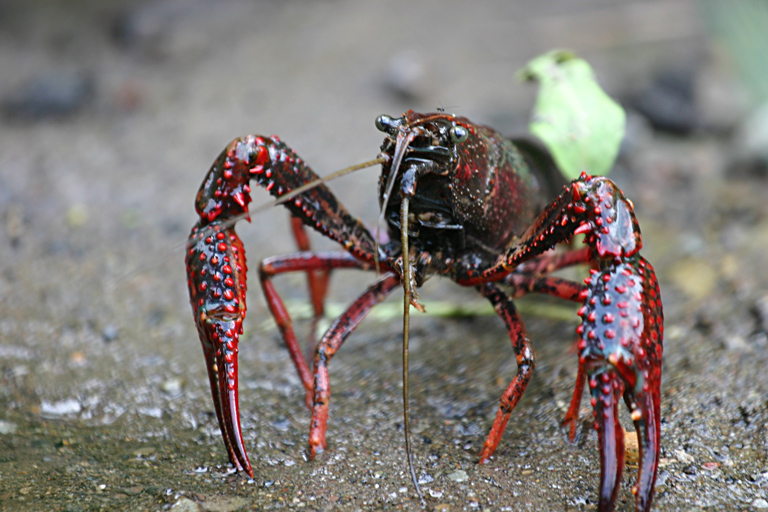
Procambarus clarkii

Tra gli animali un caso di introduzione massiccia di specie aliene è quello dei pesci d'acqua dolce, la cui fauna originaria è stata completamente snaturata in gran parte dei corsi e gli specchi d'acqua nazionali attraverso l'introduzione di pesci provenienti da quasi tutto il mondo. Questo è il caso, ad esempio, della carpa, presente su tutto il territorio nazionale ed introdotta probabilmente al tempo dell'Impero Romano.

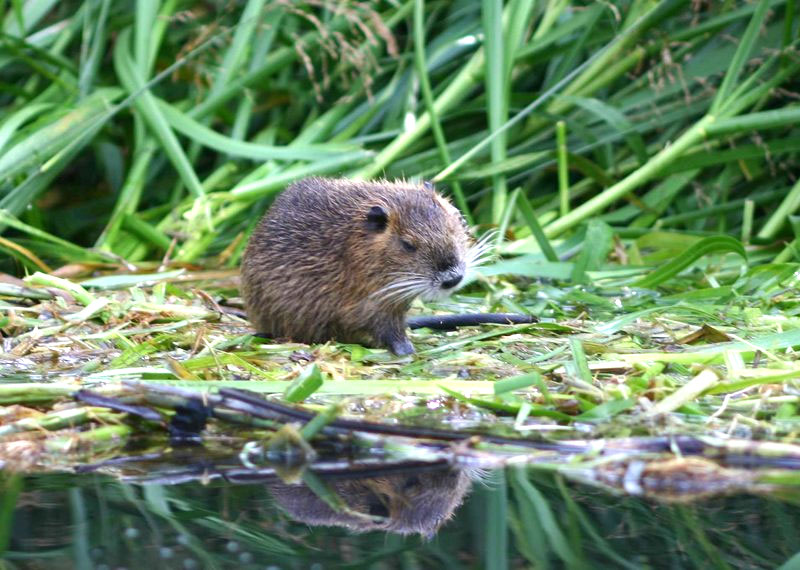
Una nutria

Un altro caso di specie aliena che riguarda l'Italia in particolare è la nutria, originaria del Sudamerica, si è diffusa, a partire dal bacino del Po, in tutta Italia. Allevati per la pelliccia dal secondo dopoguerra, molti esemplari fuggirono o furono rilasciati dagli allevamenti e si insediarono nei fiumi italiani, dove hanno trovato un ambiente ideale per la loro riproduzione. 
Emblematico anche il caso dello scoiattolo grigio americano, introdotto in pochi individui nei boschi di Stupinigi, nel comune di Nichelino (To), conta oggi migliaia di esemplari che minacciano l'autoctono scoiattolo rosso. Nelle Isole Britanniche lo scoiattolo grigio ha quasi sostituito il congenere europeo. I fiumi italiani sono interessati da numerosi esempi di specie alloctone, introdotte a scopo di pesca sportiva, come il pesce gatto, la sandra, il siluro e il persico sole, che hanno portato sulla soglia dell'estinzione diverse specie autoctone.

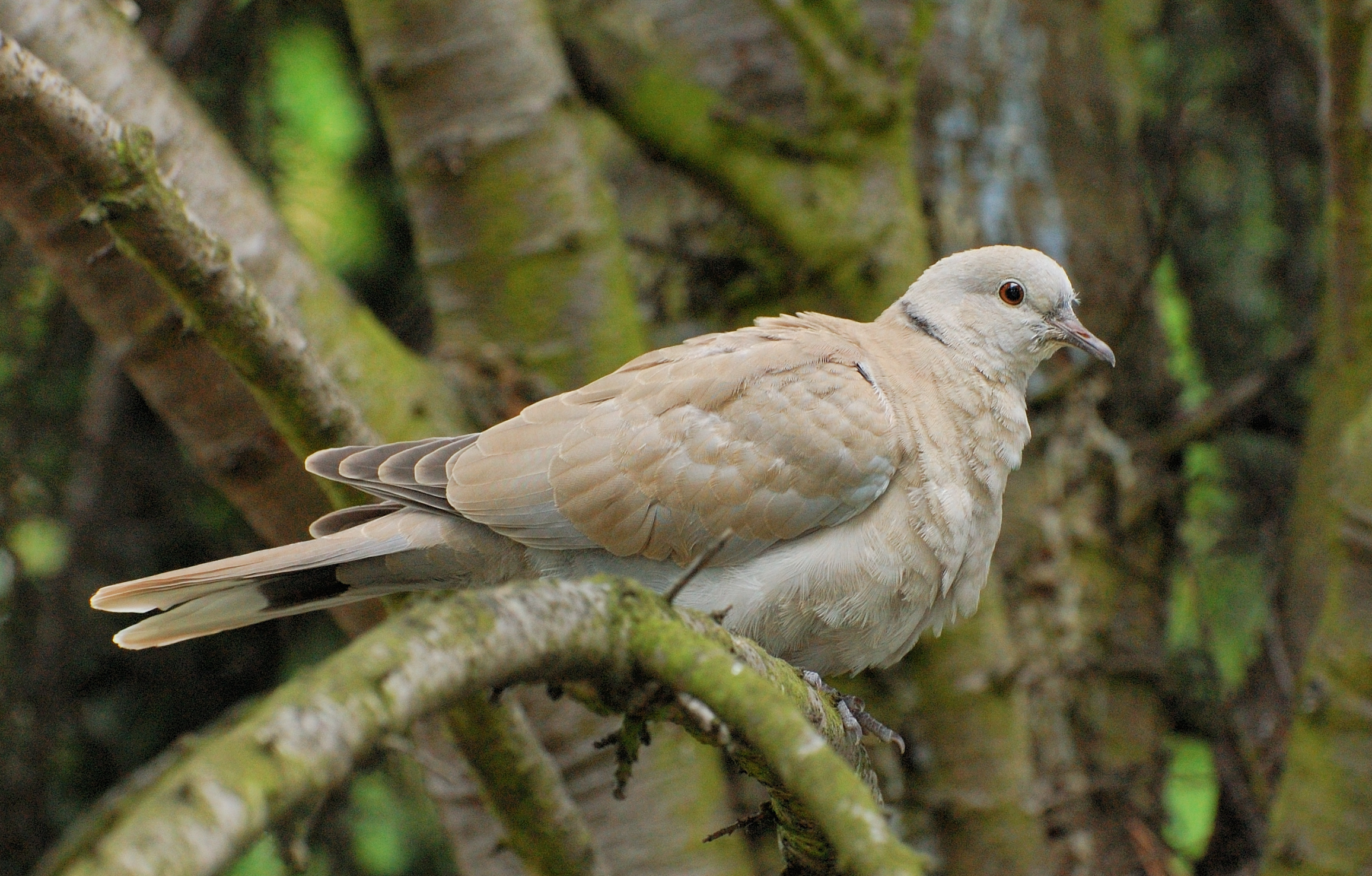
Una tortora dal collare orientale

La tortora dal collare orientale, nella seconda metà del XX secolo, si è spostata dal suo antico areale invadendo pacificamente la Russia e l'intera Europa ed è diventata specie stanziale naturalizzata senza tuttavia occupare la nicchia di altre specie. Essa, comunque, non si è inserita negli ecosistemi naturali, restando piuttosto legata alla presenza umana. 
Alcuni animali naturalizzati
- Aedes albopictus - zanzara tigre
- Anoplophora chinensis malasiaca - tarlo asiatico
- Callinectes sapidus - Granchio Blu
- Dreissena polymorpha - Dreissena
- Gambusia holbrooki - Gambusia
- Icerya purchasi - cocciniglia cotonosa solcata
- Lepomis gibbosus - Persico sole
- Leptoglossus occidentalis - cimice dei pini
- Metcalfa pruinosa
- Procambarus clarkii - Gambero della Louisiana
- Stephanitis takeyai
- Trachemys scripta elegans - Tartaruga dalle orecchie rosse

### Il canale di Suez
Il canale di Suez, mettendo a contatto due mari, il Mediterraneo e il mar Rosso che in condizioni normali non comunicano, ha permesso lo scambio di flora e fauna nell'una e nell'altra direzione, scambio che prende il nome di migrazione lessepsiana, da Ferdinando di Lesseps che progettò e realizzò il canale. In questi ultimi anni il numero di specie lessepsiane è in aumento anche a causa dell'innalzamento della temperatura delle acque dovuto al riscaldamento globale provocato dalle emissioni dei gas serra ad opera dell'uomo. È controverso se in questo caso si possa parlare di vere specie aliene in quanto l'intervento umano si è limitato alla creazione del corridoio attraverso cui si sono spostate, autonomamente, le specie.

### Il caso Australia
Tali migrazioni possono determinare cambiamenti molto rilevanti all'habitat originale: un esempio emblematico è quello dell'Australia. Rimasta isolata dal resto del mondo sia geograficamente che quindi anche dal punto di vista evolutivo, si trovò improvvisamente sommersa da nuove specie, introdotte dai colonizzatori occidentali e più competitive rispetto a quelle indigene: cani, gatti, conigli, volpi.
L'impatto con le specie autoctone fu devastante; i nuovi arrivati non trovarono predatori naturali competitivi e si svilupparono in maniera esponenziale. Il coniglio, introdotto il 25 dicembre 1859 in soli 13 esemplari, si riprodusse così velocemente che negli anni '50 del XX secolo si stima raggiunse la punta massima di un miliardo di capi.
Anche il rozzo tentativo di introdurre la volpe, suo predatore naturale, non migliorò, anzi peggiorò la situazione in quanto essa si rivolgeva a prede più facili di quanto non fosse il coniglio. A causa di tutto questo molte specie indigene subirono gravi danni se non l'estinzione.